# Atarvã
Atarvã (em védico: अथर्वन्; romaniz.: atharvan-), no hinduísmo, é um antigo sacerdote. Segundo o Rigueveda, produziu o agni (fogo), era mensageiro de Vivasvata e trouxe ordem por meio de sacrifícios. Já segundo o Atarvaveda, era um dos companheiros dos deuses. Possivelmente era chefe de uma família de sacerdotes míticos. Segundo o Bagavata Purana, se casou com Xanti, filha do rixi Cardama, e foi responsável por espalhar a práticas dos iajna (sacrifícios) pelo mundo. Em alguns puranas, aparece como pai de Dadiancha.